# Mangır
Le mangır (dit parfois manghir, mankur ou pūl) est une pièce de cuivre ou de bronze circulant dans tout l'Empire ottoman à partir du XIVe siècle. Elle est une sous-unité de l'akçe d'argent.

## Histoire

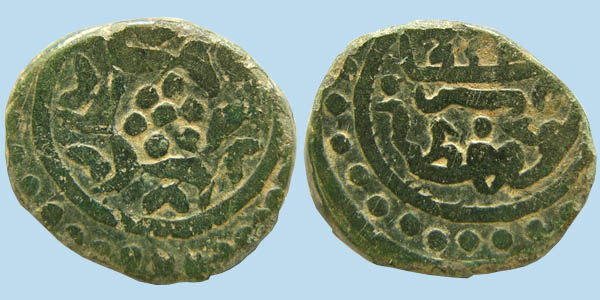
Mangir frappé à Constantinople en 942 AH (1564) sous Soliman le magnifique.

Mangır signifie en turc ottoman « cuivre, petite monnaie ». Les premiers mangırs ont commencé à être frappés à l'époque de Mourad I (1362-1389), mais il existe quelques exemplaires attribués au règne d'Orhan (1324-62). Il a été produit à Constantinople, Edirne et dans certaines villes anatoliennes où existent des mines de cuivre. Pendant le règne de Mehmet II, les ateliers de frappe étaient Edirne, Bursa, Amasya, Ayasuluk, Ankara, Bolu, Tyr, Kastamonu, Karahisar (Afyon) et Serrès. Le pouvoir de battre des pièces de cuivre était généralement attribué aux enchères à des artisans locaux ; un seul artisan prend alors le monopole de la frappe durant trois ans. Bien que les mines de cuivre et de manganèse soient contrôlées par les autorités, de nombreuses contrefaçons vont surgir au cours du XVIIe siècle, au point que les frappes officielles sont quasiment suspendues. En 1691, Ahmet II démonétise le mangır. Le para le remplacera au moment de la réforme monétaire et la création de la livre ottomane. Cependant, l'un des derniers mangır frappés date de 1789, émis en Libye dans le pachalik de Tripoli, sous Sélim III, il vaut la 80e partie du kurus et pèse 2,36 g. 
Les plus grands modules pesaient 1 dirham soit 3,2 g et les plus petits, 1/3 de dirham. 
Le mangır sert localement au peuple pour ses achats quotidiens : par exemple, si 1 kg de pain vaut en 1600, l'équivalent de 1 akçe, il était nécessaire que le quart du pain soit réglé en mangır, et il fallait 4 mangır pour faire 1 akçe. Ces pièces avaient une valeur libératoire limitée, c'est-à-dire qu'au-delà d'une certaine somme, on pouvait les refuser.